# AOC Cérons
Cérons es un vino blanco con denominación de origen de la región vinícola de Burdeos. Abarca las comunas de Cérons, Illats y Podensac, con exclusión de las zonas pantanosas y boscosas. Los vinos deben elaborarse con las variedades de uva permnitidas: semillón, sauvignon y muscadelle.
El reconocimiento del Cérons como Appellation d'origine contrôlée (AOC) fue otorgada por decreto del 11 de septiembre de 1936. Desde 1973, es una denominación de origen protegida (PDO) ante la Unión Europea.